# کامل‌دندانان
کامل‌دندانان (نام علمی: Entelodontidae) که با نام‌های خوک‌های دوزخی و خوک‌های مرگ‌آفرین نیز شناخته می‌شوند، یک خانواده منقرض‌شده از پستانداران جفت‌سم همه‌چیزخوار هستند که بین دورهای ائوسن تا میوسن می‌زیستند. کامل‌دندانان از آسیا برخاستند و سپس در اروپا و آمریکای شمالی گسترش یافتند. این جانوران با وجود همانندی زیاد با خوک‌ها و گرازهای امروزی از لحاظ فرگشتی و ارتباط خویشاوندی به اسب‌های آبی و نهنگ‌ها نزدیک‌ترند.